# Konstantin Voskobojnikov
Konstantin Pavlovič Voskobojnikov, rusky Константин Павлович Воскобойник, český přepis používá častěji podobu Voskobojnikov, ale i Voskobojnik (1895 Smila, Kyjevská gubernie – 8. ledna 1942 Lokot, Brjanská oblast) byl ruský vojenský velitel, politický vězeň, politik a hlavní organizátor Lokoťské samosprávy. Byl zabit sovětskými partyzány 8. ledna 1942.

## Mládí
Narodil se v roce 1895 v rodině železničního dělníka. V roce 1915 vstoupil na Právnickou fakultu Moskevské univerzity a v roce 1916 se v probíhající první světové válce dobrovolně přihlásil na frontu.

## Občanská válka a meziválečné období
V roce 1919 se zúčastnil v řadách Rudé armády ruské občanské války. V roce 1920 byl pro zranění demobilizován. V témže roce se však zúčastnil rolnického povstání proti sovětské moci v Saratovské oblasti. V roce 1921 se připojil k oddílům socialistických revolucionářů Vakulina-Popova. Po jejich porážce získal falešné dokumenty na jméno Ivan Jakovlevič Lošakov a uprchl do Astrachaně.
V roce 1924 žil v Moskvě, kde vystudoval Elektromechanickou fakultu Institutu národního hospodářství G. V. Plechanova a získal titul inženýra.
V roce 1931 se dobrovolně přihlásil na OGPU a přiznal se k účasti na rolnickém povstání. Byl potrestán vyhnanstvím do Novosibirské oblasti. Po jeho skončení žil na různých místech v Sovětském svazu až se v roce 1938 usadil ve městě Lokoť, kde působil jako učitel fyziky.

## Působení v Lokoťské samosprávě
Po napadení Sovětského svazu německou armádou v roce 1941 a ústupu Rudé armády došlo k útěku představitelů sovětských správních úřadů z lokoťské oblasti. Stav bezvládí byl zhoršen tím, že zalesněné okolí městečka Lokoť se po útoku wehrmachtu ve směru Smolensk-Vjazm stalo útočištěm rozbitých útvarů Rudé armády. Tyto zbytky vytvořily partyzánský útvar pod vedením generála Rudé armády Vasilijeva.
V této vzniklé chaotické situaci Voskobojnikov zorganizoval vlastní samosprávu a zformoval jednotky k její ochraně ještě před příchodem německé správy. Takto vzniklá milice v počtu asi 200 mužů byla označena bílou páskou s černým svatojiřským křížem a vyzbrojena trofejními zbraněmi Rudé armády. Jejím úkolem bylo chránit obyvatelstvo před sovětskými partyzány.
Jako politický základ samosprávy Voskobojnikov v Lokoti založil Ruskou nacionálně socialistickou stranu (NSPR), která měla v budoucnu zahrnout celý ruský národ. Pod pseudonymem Inženýr Země (rusky Инженер Земля) sepsal její manifest. Jeho vizí bylo, že město Lokoť se stane centrem obnoveného ruského státu osvobozeného od komunismu. Proklamoval vznik nové ruské armády (pozdější Ruská osvobozenecká lidová armáda, RONA), která bude s Němci bojovat proti bolševikům.
Po příchodu německé správy v září-říjnu 1941 jí nabídl spolupráci. Němci poskytli oblasti autonomní práva, stáhli z ní své jednotky a omezili svou přítomnost na styčné důstojníky. Jeho postavení bylo potvrzeno německým týlovým velitelstvím s úkolem zajistit bezpečnost železniční tratě vedoucí z Brjanska do Kurska. Proto byl německými orgány ustanoven do funkce starosty s velmi širokými pravomocemi (rusky бургомистр, přesný český překlad purkmistr má jiný význam).
Krátce po dosažení uznání jeho postavení ze strany německé okupační správy se stal 8. ledna 1942 cílem útoku sovětských partyzánů. Při tomto útoku byl smrtelně zraněn a navzdory snaze německých lékařů zemřel ještě téhož dne.
Nástupcem se stal jeho dlouholetý spolupracovník Bronislaw Kaminski, který v říjnu 1942 přejmenoval městečko Lokoť na Voskobojnik.
6. června 2005 byl Ruskou katakombovou církví pravověrných pravoslavných křesťanů prohlášen za svatého.